# ディエゴ・リコ
ディエゴ・リコ・サルゲロ（スペイン語: Diego Rico Salguero、1993年2月23日 - ）は、スペインカスティーリャ・イ・レオン州ブルゴス県ブルゴス出身のサッカー選手。ラ・リーガ・ヘタフェ所属。ポジションはディフェンダー(DF)。

## 経歴
レアル・サラゴサの下部組織出身であり、2013年9月にトップチームデビューした。2016年8月にCDレガネスに移籍した。2018年7月24日、プレミアリーグのAFCボーンマスと4年契約を結んだ。
2021年7月26日、レアル・ソシエダと2年契約を結んだ。
2023年9月1日、ヘタフェCFにレンタル移籍した。